# Ростовка (Северо-Казахстанская область)
Ростовка (каз. Ростовка) — упразднённое село в Тайыншинском районе Северо-Казахстанской области Казахстана. Входило в состав Краснополянского сельского округа. Ликвидировано в 2008 г.

## Население
По данным переписи 1999 года, в селе проживало 84 человека (41 мужчина и 43 женщины).